# Rangos e insignias del Cuerpo de Motoristas Nacionalsocialistas

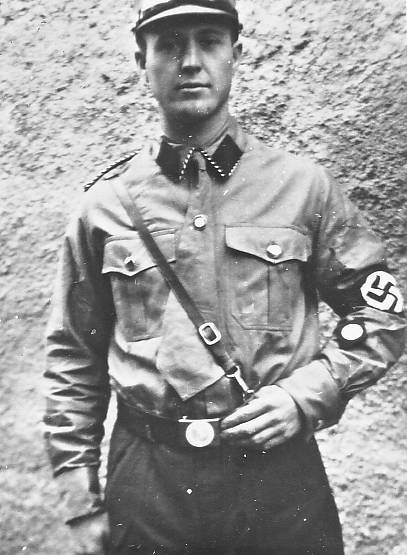
Miembro del NSKK con rango de Mann.

Los rangos e insignias del Cuerpo de Motoristas Nacionalsocialistas (en alemán: Nationalsozialistisches Kraftfahrkorps, NSKK) fue un sistema de rangos militares utilizado en Alemania entre los años de 1931 y 1945, de los cuales el NSKK fue originalmente una parte.

## Rangos e insignias
| Insignia del hombro (hombrera) | Insignia de cuello | Rango del NSKK              | Traducción                | Equivalencia del Heer |
| ------------------------------ | ------------------ | --------------------------- | ------------------------- | --------------------- |
|                                |                    | Rango del NSKK              | Traducción                | Equivalencia del Heer |
|                                |                    | Korpsführer                 | Líder del Cuerpo          | Generalfeldmarschall  |
|                                |                    |                             |                           |                       |
|                                |                    | Obergruppenführer           | Líder Superior del Cuerpo | General               |
|                                |                    |                             |                           |                       |
|                                | Gruppenführer      | Líder de Grupo              | Generalleutnant           |                       |
|                                |                    |                             |                           |                       |
|                                | Brigadeführer      | Líder de Brigada            | Generalmajor              |                       |
|                                |                    |                             |                           |                       |
|                                |                    | Oberführer                  | Líder Superior            | Oberst                |
|                                |                    |                             |                           |                       |
|                                |                    | Standartenführer            | Líder de Regimiento       | Oberst                |
|                                |                    |                             |                           |                       |
|                                | Oberstaffelführer  | Líder Superior de Escuadrón | Oberstleutnant            |                       |
|                                |                    |                             |                           |                       |
|                                | Staffelführer      | Líder de Escuadrón          | Major                     |                       |
|                                |                    |                             |                           |                       |
|                                |                    | Hauptsturmführer            | Jefe de Asalto            | Hauptmann             |
|                                |                    |                             |                           |                       |
|                                | Obersturmführer    | Líder Superior de Asalto    | Oberleutnant              |                       |
|                                |                    |                             |                           |                       |
|                                | Sturmführer        | Líder de Asalto             | Leutnant                  |                       |
|                                |                    |                             |                           |                       |
|                                |                    | Haupttruppführer            | Jefe de Tropa             | Sin equivalencia      |
|                                |                    |                             |                           |                       |
|                                | Obertruppführer    | Líder Superior de Tropa     | Stabsfeldwebel            |                       |
|                                |                    |                             |                           |                       |
|                                | Truppführer        | Líder de Tropa              | Hauptfeldwebel            |                       |
|                                |                    |                             |                           |                       |
|                                | Oberscharführer    | Líder Superior de Escuadrón | Oberfeldwebel             |                       |
|                                |                    |                             |                           |                       |
|                                | Scharführer        | Líder de Escuadrón          | Unteroffizier             |                       |
|                                |                    |                             |                           |                       |
|                                | Rottenführer       | Líder de Sección            | Obergefreiter             |                       |
|                                |                    |                             |                           |                       |
|                                | Sturmmann          | Tropa de Choque             | Gefreiter                 |                       |
|                                |                    |                             |                           |                       |
| Ninguno                        |                    | Mann                        | Tropa                     | Soldat                |

## Insignia de la unidad
Para todos los rangos de Oberstaffelführer e inferiores, el NSKK mostró un parche de cuello de la unidad, usado en la parte derecha del cuello, opuesto a la insignia del rango. Esta insignia de unidad mostraba el número de Sturm (Compañía) del miembro, seguido del número de regimiento motorizado al que pertenecían dentro del Cuerpo de Motoristas Nacionalsocialistas.